# Saadani-Nationalpark
Der Saadani-Nationalpark liegt in Tanzania in der Nähe des Ortes Saadani im Distrikt Bagamoyo. Er ist Tansanias einziger Nationalpark an der Küste des Indischen Ozeans.

## Geographie
Der Park liegt rund 100 Kilometer nördlich von Daressalam und 100 Kilometer südlich von Tanga. Er ist 1100 Quadratkilometer groß und schützt hohe Grassavannen, kurzes Grasweideland und Mangrovenwälder.
Das Klima im Nationalpark ist tropisch. Niederschläge fallen das ganze Jahr. Am wenigsten regnet es im August mit rund 30 Millimeter. Über hundert Millimeter Regen fallen in den Monaten März, April, Mai, sowie November und Dezember. Die Durchschnittstemperatur liegt bei 29 Grad Celsius, wobei der August mit 25 Grad der kühlste und der Februar der heißeste Monat sind.

## Geschichte
Die Anfänge des Nationalparks liegen in einem 1964 gegründeten Wildpark mit einer Fläche von 250 Quadratkilometern. Die Grenzen dieses Parks waren der Mligaji-Fluss im Norden, der Wami-Fluss im Süden und die Eisenbahnlinie nach Moshi im Westen. Im Jahr 2005 wurde der Park erweitert und zum Nationalpark erhoben. Er umfasst nun auch Gebiete nördlich des Mligaji-Flusses, welche besonders wichtig für den Schutz von Elefanten und Rappenantilopen sind.
Das Hauptquartier des neuen Nationalparks ist die ehemalige Mkwaja Ranch im Norden des Parkes.

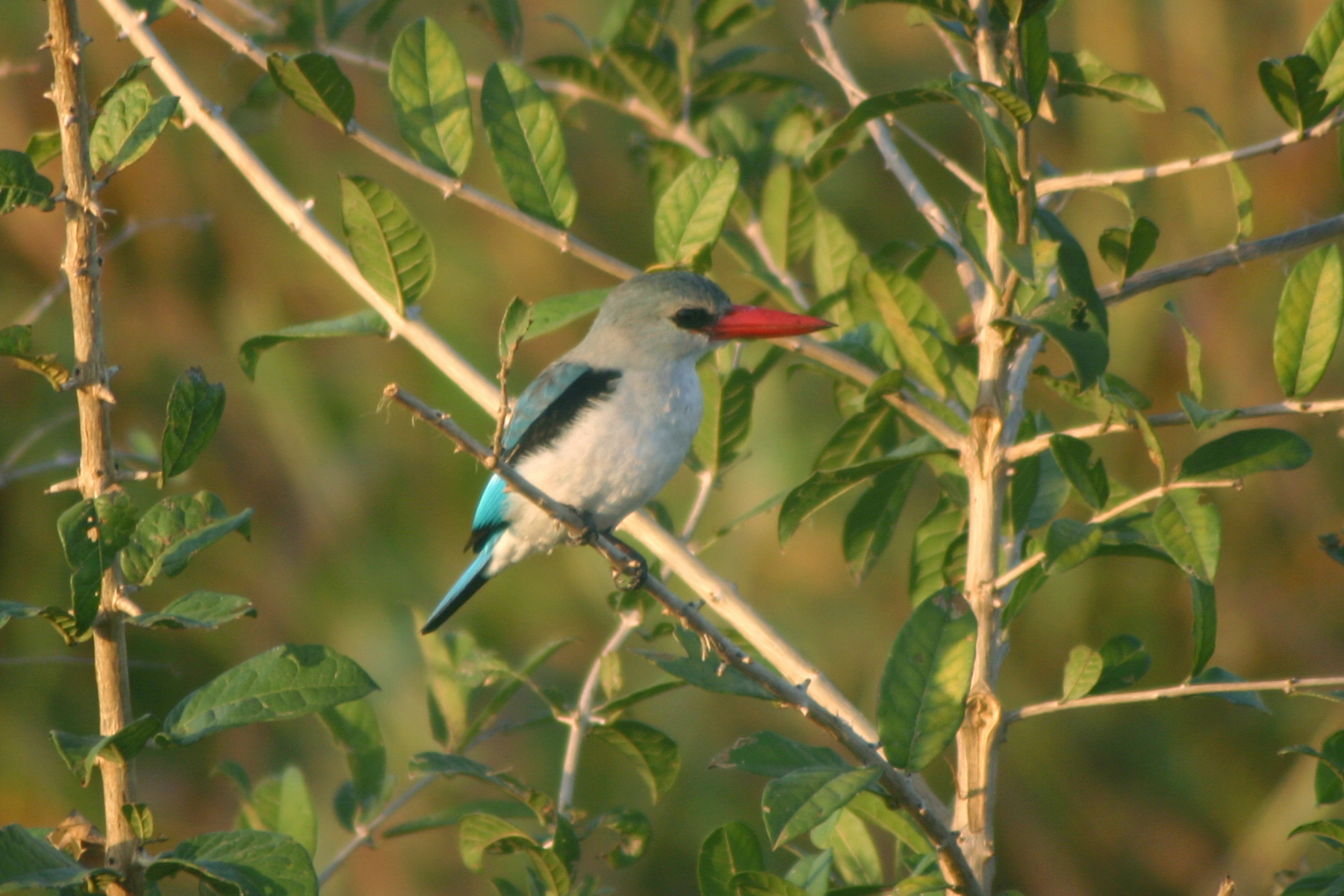
Eisvogel

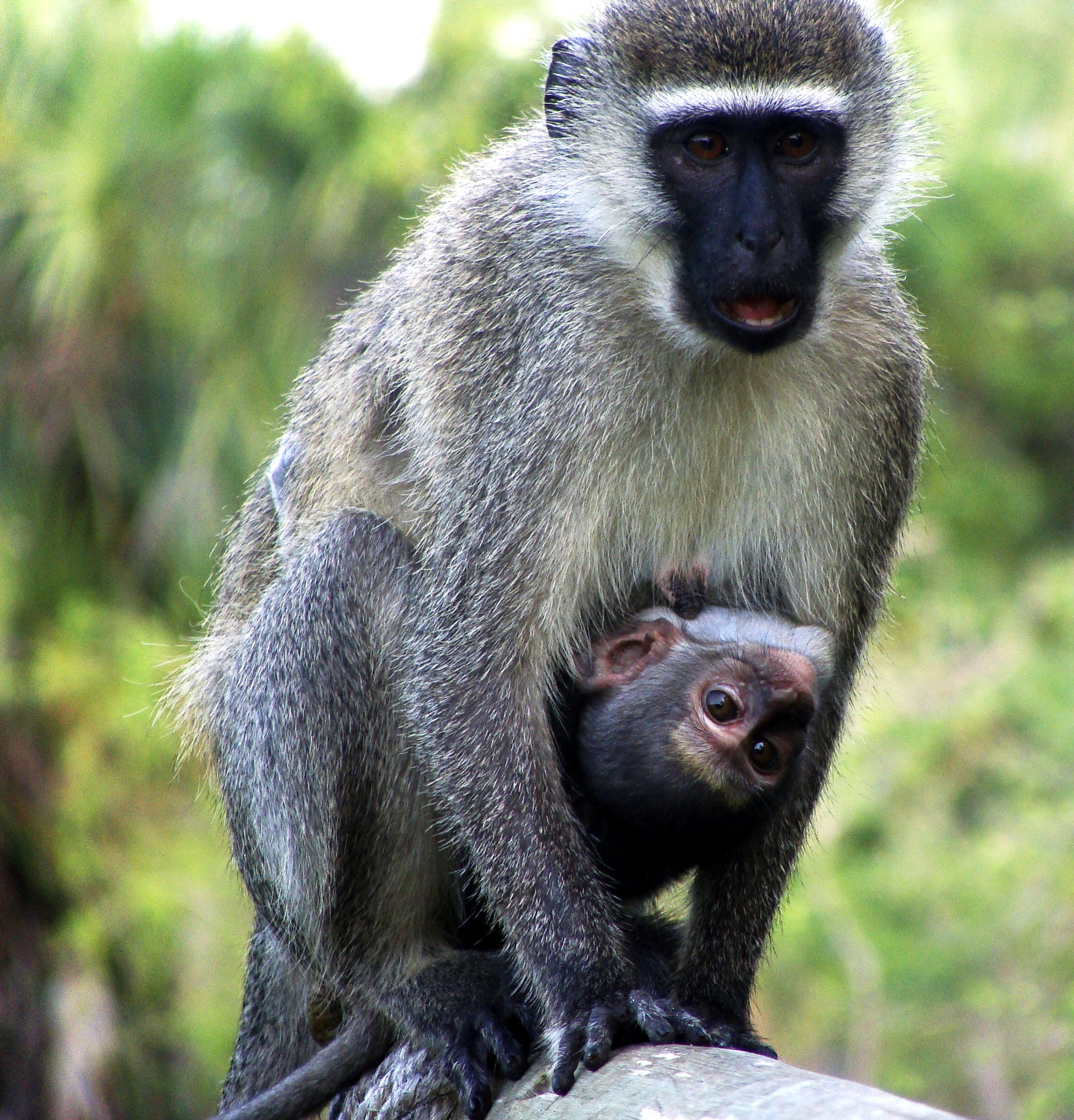
Affenmutter mit Jungem

## Tier- und Pflanzenwelt
Der Park bietet eine einzigartige Kombination von Küstenlebensräumen mit primären Küsten- und Mangrovenwäldern und Savannenvegetation mit Großwildbeständen.
Im Park können unter anderem Giraffen, Kaffernbüffel, Elefanten, Löwen, Leoparden, Rappenantilopen, Elenantilopen, Kuhantilopen, Gnus, Steppenzebras, Riedböcke, Kudus, Warzenschweine, Hyänen, Mangusten, Zibetkatzen, Serval, Steppenpavian, Tansania-Stummelaffen, Nilkrokodile, Flusspferde und drei Arten von Duckern beobachtet werden.
Wasservögel wie Störche, Reiher, Eisvögel, Weber, Ibisse und Schmalschnabellöffler haben an den Ufern des Wami-Flusses ihren Lebensraum. Auch Adler, Geier, Racken, Bienenfresser, Hornvögel und Falken leben in diesem Gebiet. Inklusive Zugvögel findet man 220 Vogelarten.
Besonders interessant sind auch Bäume, die aufgrund ihrer bis zu 2 m hohen Stelzwurzeln als „Wandernde Palmen“ bezeichnet werden. Darüber hinaus ist die Vegetation im Saadani-Nationalpark großteils von Akazienwäldern bestimmt, die die Hauptnahrungsquelle der Giraffen darstellen, und von Doumpalmen, die einen Großteil der Landschaft prägen. Außerdem sind auch Kandelaberbäume zu finden und Mangroven an den Ufern des Wami-Flusses.
In den an den Park angrenzenden Gewässern können zeitweilig Delphine sowie Wale auf ihrer Wanderung beobachtet werden. In der nahegelegenen Madete Marine Reserve werden Grüne Meeresschildkröten geschützt.
| Der Nationalpark ist mit Charterflügen ab Sansibar oder Daressalam erreichbar. Shuttle-Busse fahren rund vier Stunden von Daressalam nach Saadani und in der Trockenzeit kann man den Park mit Geländewagen von Tanga und Pangani aus erreichen. Da die Straßen nach Saadani in der Regenzeit April/Mai teilweise nicht befahrbar sind, ist die beste Besuchszeit Januar oder Februar sowie die Zeit von Juni bis August. Die Besucher des Nationalparks kommen überwiegend aus dem Inland. | Hier fehlt eine Grafik, die leider im Moment aus technischen Gründen nicht angezeigt werden kann. Wir arbeiten daran! |

Die Einzigartigkeit des Parks besteht darin, dass sich Ausflüge und Strandurlaub verbinden lassen.